# Skyworth Auto
A Skyworth Auto egy nanjingi székhelyű, 2017 óta működő kínai elektromos személygépjárművek gyártója. A márka a Skywell kínai céghez tartozik, a Skyworth Group-szal együttműködve.

## Történelem

### Skywell New Energy
2017-ben a Skywell, a Nanjing Golden Dragon Bus tulajdonosa bejelentette a személygépjárművekre való terjeszkedést. A „Skywell New Energy” ezzel a céllal jött létre, mint leányvállalat.
Ugyanebben az évben a nankingi kutató-fejlesztő központban megkezdődtek az első elektromos autó fejlesztési munkái.
2020-ban a Skywell elektromos autókat fejlesztő részlege hivatalosan is bemutatta a Skywell ET5-t, mint első járművét, amelyet a Tianmei Automobile gyártott.

### Skyworth Auto
2021 áprilisában a részleget átnevezték Skyworth Auto-ra, hogy megkülönböztessék az anyavállalattól Skywell. A névváltoztatás kezdetben nem tartalmazta magát a Skywell ET5-et, de 2021 júliusában maga a jármű is kapott új márkát és célállomást, mint a Skyworth EV6.
2021-ben a német Elaris cég bejelentette, hogy az EV6-ot Elaris Beo néven forgalmazza helyben.

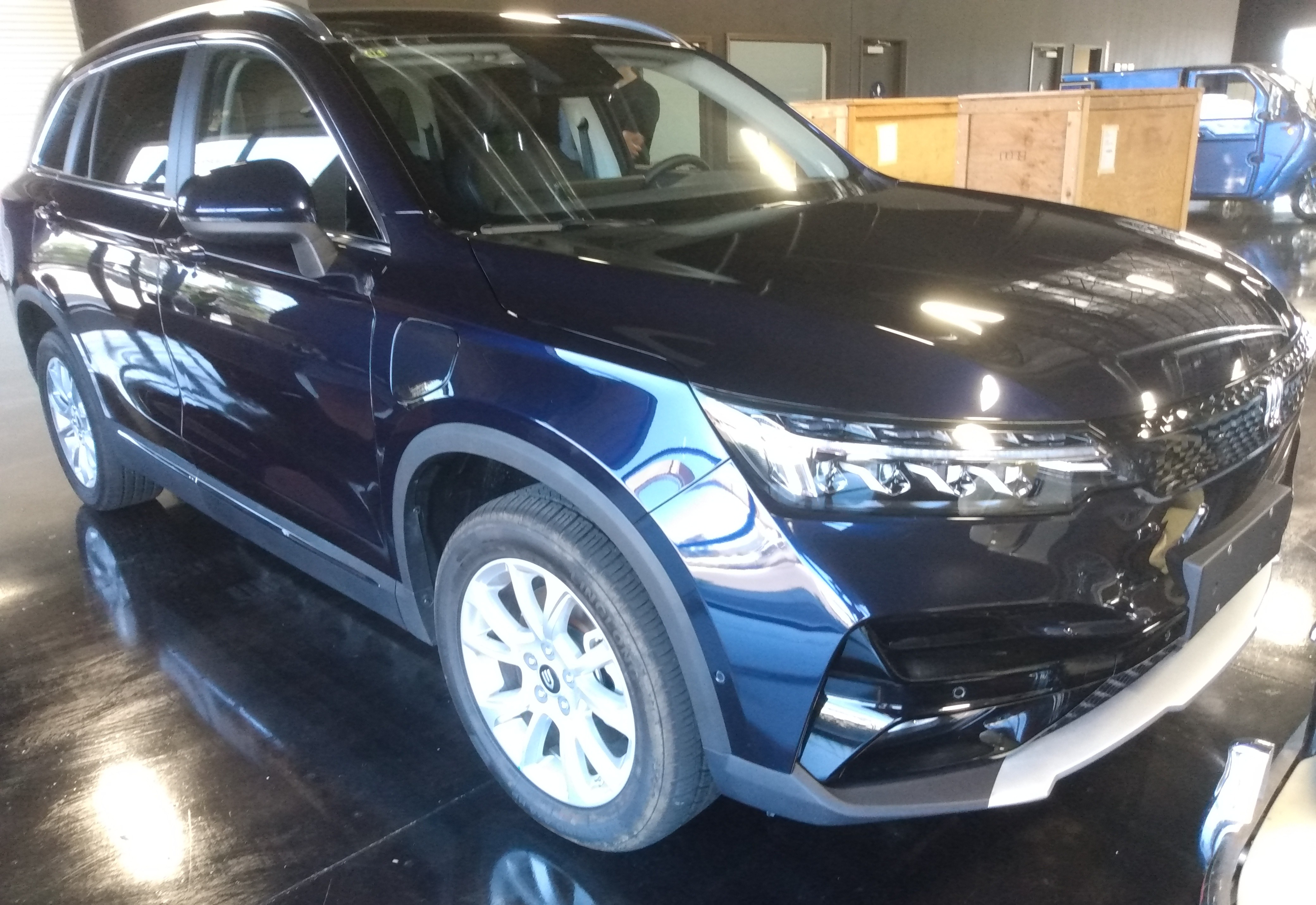
Skyworth EV6, Imperium ET5 jelvény

Az Imperium Motors azt is bejelentette, hogy az EV6-ot ugyanabban az évben az ET5 Imperiummal együtt az Egyesült Államokba és Kanadába is behozza.
2023 novemberében, a Guangzhou Autószalonon a Skyworth bemutatta a cég kínálatának újabb modellel történő bővítésének első előzetesét a zászlóshajó Shyhome elektromos limuzin prototípusa formájában.